# Квантовое число
Ква́нтовое число́ в квантовой механике — численное значение какой-либо квантованной переменной субатомного объекта (элементарной частицы, ядра, атома и т. д.), характеризующее состояние этого объекта.
Задание всех квантовых чисел однозначно и полностью характеризует состояние частицы.
Например, состояние электрона в атоме и вид описывающей его волновой функции могут быть охарактеризованы четырьмя квантовыми числами: главным ({\displaystyle n}), орбитальным ({\displaystyle l}), магнитным ({\displaystyle m}) и спиновым ({\displaystyle m_{s}}). При этом набор квантовых чисел для одной и той же системы может выбираться различными способами. Например, для того же электрона в атоме четвёрку чисел n, l, m, {\displaystyle m_{s}} часто заменяют четвёркой чисел n, l, j, {\displaystyle m_{s}}, где j — внутреннее квантовое число, связанное с модулем полного момента импульса электрона.
Квантовые числа иногда делят на те, которые связаны с перемещением описываемого объекта в обычном пространстве (к ним, например, относятся введённые выше n, l, m), и те, которые отражают «внутреннее» состояние частицы. К последним относится спин и его проекция (спиральность). В ядерной физике вводится также изоспин, а в физике элементарных частиц появляются цвет, очарование, прелесть (или красота) и истинность.